# برونو نویتن
برونو نویتن (فرانسوی: Bruno Nuytten‎؛ زادهٔ ۲۸ اوت ۱۹۴۵) کارگردان، فیلم‌نامه‌نویس و فیلم‌بردار اهل فرانسه است.
او از فیلم‌برداری به کارگردانی روی آورد.
نخستین فیلمِ نویتن، کامیل کلودل (۱۹۸۹)، توانست جایزه سزار آن سال را از آنِ خود کند.
این فیلم همچنین در رشتهٔ بهترین فیلمِ خارجی نامزد شد اما نتوانست جایزه اسکار را بگیرد.
ایزابل آجانی نیز برای بازی در کامیل کلودل خرس نقره‌ای برای بهترین بازیگر زن را از جشنواره برلین کسب کرد.